# 732
| 732                |
| ------------------ |
| Dødsfald - Fødsler |
| • Begivenheder     |

| Gregoriansk kalender | 732 DCCXXXII            |
| Ab urbe condita      | 1485                    |
| Armensk kalender     | 181 ԹՎ ՃՁԱ              |
| Kinesiske kalender   | 3428 – 3429 辛未 – 壬申 |
| Etiopisk kalender    | 724 – 725               |
| Jødisk kalender      | 4492 – 4493             |
| Hindukalendere       |                         |
| - Vikram Samvat      | 787 – 788               |
| - Shaka Samvat       | 654 – 655               |
| - Kali Yuga          | 3833 – 3834             |
| Iransk kalender      | 110 – 111               |
| Islamisk kalender    | 113 – 114               |

Se også 732 (tal)

## Begivenheder
- Oktober: En frankisk hær under ledelse af major domus Karl Martel og fyrst Eudo standser araberne i slaget ved Poitiers. Dette er vendepunktet for den arabiske fremmarch i Europa.

## Dødsfald
- Abdul Rahman Al Ghafiqi, maurisk hærfører.